# Rivière Blanche (département de l'Ouest)
Pour les articles homonymes, voir Rivière Blanche.
Ne doit pas être confondu avec Rivière Blanche (département de l'Artibonite).
La rivière Blanche est un cours d'eau qui coule à Haïti dans le département de l'Ouest. En aval, un de ses bras est canalisé vers le l'étang Saumâtre, un autre rejoint le canal de Boucanbrou et le lac du Trou Caïman.

## Géographie
La rivière Blanche prend ses sources au pic la Selle qui culmine à 2 680 mètres d'altitude et domine le massif montagneux de la Selle. Cette rivière forme plusieurs bras lors de son arrivée dans la plaine du Cul-de-Sac formant une sorte de delta dans la plaine du Cul-de-Sac.  
Autrefois, la rivière Blanche s'écoulait jusqu'aux lacs dont les bras sont canalisés soit vers le nord-est jusqu'à l'étang Saumâtre, soit vers le nord-ouest et le lac du Trou Caïman. Elle changeait alors de nom et était dénommée la rivière du Boucan Brou. Aujourd'hui, ces bras sont canalisés sous l'appellation de canal de Boucanbrou ou Boucambrou.
Lors de la saison des pluies, la rivière Blanche devient impétueuse et déborde de son lit, notamment parce que le canal de Boucanbrou n'est pas cureté et dégagé de cette vase qui réduit le courant d'eau. Elle inonde en partie la plaine du Cul-de-Sac à l'Est de l'agglomération de Port-au-Prince.

## Réhabilitation du système d'irrigation de la rivière
La rivière blanche est l’un des deux cours d’eau, avec la rivière Grise, qui irrigue par temps secs une partie du périmètre irrigable de la plaine du Cul-de-sac. Elle arrose plus de 4 000 hectares de terre. D'importants travaux de réhabilitation du système d'irrigation, datant de 1920, furent entrepris en 2012 afin de permettre à l'eau de s'écouler en période de saison sèche, la rivière Blanche formant par ses bras des ruisseaux maigrelets dont les filets d'eau se perdent dans la plaine du Cul-de-Sac sans pouvoir atteindre la côte et s'y jeter dans l'océan.

## Canalisation de la rivière
En 1954, l'ouragan Hazel a déplacé d'importantes terres sédimentaires de la vallée de la rivière Blanche, formant un barrage de sédiments s'étendant sur 192 km² et déviant le cours de la rivière Blanche de son lit naturel. Ses eaux trouvèrent un débouché vers l'aval en se déversant en direction de l'étang Saumâtre. En janvier 2014, était signé un protocole d'accord entre le Ministère de l'Agriculture et l'Association Nationale des Producteurs Agricoles, en vue de corriger le tracé de la rivière Blanche en recreusant le chenal originel sur une longueur de 5,5 kilomètres de long et en le canalisant afin de renforcer cette partie fragilisée du parcours fluvial. 
Un système d'alerte, en cas de crues, a été mis en place, dans la ville de Croix-des-Bouquets, afin de prévenir les risques d'inondation.